# Pírcing Isabella
El pírcing Isabella és un pírcing genital femení. Aquest pírcing extremadament profund de l'eix del clítoris comença per sota del clítoris i just per sobre de la uretra, i després puja per l'eix del clítoris i surt a la part superior del prepuci del clítoris.
El temps de cicatrització és de 2 a 3 mesos.

## Història
El pírcing Isabella va ser documentat per primera vegada en la 17a edició de Piercing World Magazine. Com que el pírcing Isabella creua l'eix del clítoris, és considerat d'alt risc i pot causar danys al nervi i, per aquest motiu, és extremadament rar.

## Joieria
El pírcing Isabella se sol fer amb barbells de 5⁄16" - 7⁄16" (14-16 gauge).

## Riscos
Igual que els altres pírcings genitals femenins, el pírcing Isabella depèn de l'anatomia de la portadora. Aquest pírcing en un clítoris massa petit, o un pírcing que travessa l'eix del clítoris i també el nervi dorsal, pot causar danys als nervis. Els pírcings que creuen l'eix del clítoris també poden provocar un sagnat excessiu i pèrdua de sang al clítoris.
El pírcing Nefertiti es va inventar en resposta als riscos inherents al pírcing Isabella.